# Храмова куфия
Храмова куфия (Tropidolaemus wagleri), наричана също ваглерова палмова усойница, е вид змия от семейство Отровници (Viperidae). Видът не е застрашен от изчезване.

## Разпространение и местообитание
Разпространен е във Виетнам, Индонезия (Суматра), Малайзия (Западна Малайзия), Сингапур и Тайланд.
Обитава гористи местности, крайбрежия, плажове, блата, мочурища и тресавища.

## Описание
Популацията на вида е стабилна.